# یوسف حمداوی
یوسف حمداوی (زادهٔ ۲۰ مارس ۲۰۰۸ در آنتورپ) بازیکن فوتبال اهل بلژیک است که در حال حاضر برای رویال آنتورپ بازی می‌کند.

## دوران باشگاهی
حمداوی از آکادمی باشگاه رویال آنتورپ آمده است. او در تاریخ ۲ فوریه ۲۰۲۵ اولین بازی رسمی خود را برای تیم اصلی باشگاه انجام داد؛ در مسابقه لیگ مقابل باشگاه فوتبال کلوب بروژ که با نتیجه ۲-۱ به سود آنتورپ به پایان رسید، مربی یوناس دی روک او را در دقیقه ۷۹ وارد زمین کرد.